# Британско-украинские отношения
Британско-украинские отношения — двусторонние отношения между Великобританией и Украиной в области международной политики, экономики, образования, науки, культуры и тому подобное.
Британия признала независимость Украины 31 декабря 1991 года, дипломатические отношения были установлены 10 января 1992 года. В ноябре 1991 года в Киеве Великобритания открыла Генеральное консульство, а в январе 1992 года — Посольство. Посольство Украины в Великобритании Украина открыла в сентябре 1992 года в Лондоне.

## Современные двусторонние связи

### Политические связи
В течение 2010—2012 годов руководители МИД стран провели ряд встреч. 6 сентября 2010 года Министр иностранных дел Украины Константин Грищенко посетил Лондон с официальным визитом, а уже через месяц (13-14 октября 2010 года) Дэвид Лидингтон посетил Украину с визитом. 3 апреля 2012 года Константин Грищенко снова посетил Британию. Однако интенсивность политического диалога была уменьшена в течение 2012 года, поскольку британская сторона отмечала свертывание демократического процесса на Украине.
13 мая 2013 года Министр иностранных дел Украины Леонид Кожара посетил Лондон с рабочим визитом, где было обсуждено подписание Соглашения об ассоциации с ЕС, а также получение поддержки со стороны Британии в этом процессе. Также было обсуждено председательство Украины в ОБСЕ.
В 2022 году, после российского вторжения на Украину, Великобритания стала вторым во величине донором военной помощи, выделив около 2,3 млрд фунтов на эти цели и еще 1,5 млрд на гуманитарную и экономическую поддержку Украины.
12 января 2024 года президент Украины Владимир Зеленский и премьер-министр Великобритании Риши Сунак подписали договор о гарантиях безопасности который включает обмен разведданными, решения в сфере кибербезопасности, медицинскую и военную подготовку, сотрудничество двух стран в оборонно-промышленной сфере, также Великобритания будет оказывать Украине «быструю и непрерывную» помощь в области обороны. Договор будет действовать до вступления Украины в НАТО.

### Экономические связи
Согласно данным Госстата Украины, в 2012 году экспорт товаров и услуг в Великобританию составил 1,3 млрд долларов (увеличение по сравнению с предыдущим годом на 5 %). Украина экспортировала в Британии неблагородные металлы и изделия (33 % от всего экспорта): черные металлы (21 %), алюминий (6 %), медь (5 %); средства транспорта (20 %): летательные аппараты (15 %), суда (4 %); жиры и масла (10 %), машины, оборудование и механизмы (10 %), продукция растениеводства (8 %), продукция пищевой промышленности (5 %).
Украина импортировала товаров на 1,1 млрд долларов США (увеличение по сравнению с предыдущим годом на 2 %). То есть внешнеторговый оборот Украины с Великобританией в 2012 году составил 3,1 млрд долларов США (увеличение по сравнению с предыдущим годом на 6 %; отрицательное сальдо для Украины — 573 млн долларов США.

### Культурно-гуманитарные связи
10 февраля 1993 года между правительствами Украины и Великобритании было заключено Соглашение о сотрудничестве в отраслях образования, науки и культуры, что является основополагающим отраслевым документом. Этот, а также другие документы, позволяют представлять украинскую культуру в Британии и наоборот. Украинские фольклорные музыкальные группы участвуют в музыкальных фестивалях в Британии, художники из Украины проводят выставки своих работ.
В образовательной сфере происходят обмены учеными, украинские студенты проходят обучение в Соединенном Королевстве, университеты обеих стран заключают договора о сотрудничестве.

## Диаспора

### Украинцы в Британии
По неофициальным данным (официальная статистика отсутствует) в Великобритании проживает около 30 тысяч человек с украинскими корнями. Это в целом представители первой и второй волны миграции, а за последние годы количество общины увеличивается благодаря трудовым мигрантам. В Великобритании находится около 70 мест компактного проживания украинцев.

## Города-побратимы
- Питерборо и Винница
- Рочдейл и Львов
- Ливерпуль и Одесса
- Барнсли и Горловка
- Шеффилд и Донецк
- Кардифф и Луганск